# Sporazum Pavelić-Stojadinović
Sporazum Pavelić-Stojadinović je bio dogovor između poglavnika Nezavisne Države Hrvatske, Ante Pavelića (1889. – 1959.), i srpskog političara iz Kraljevine Jugoslavije, doktora Milana Stojadinovića (1888. – 1961.).
Nacrt Sporazuma je sastavio Milan Stojadinović, te je on predviđao rušenje komunističkog režima u Jugoslaviji i stvaranje nezavisnih država, Slovenije, Hrvatske i Srbije, a prema nekim tvrdnjama potpisan je u kolovozu 1954. godine u Buenos Airesu, Argentina.

## Pregovori o sporazumu
Nakon II. svjetskog rata odlazi svojedobni premijer Kraljevine Jugoslavije (1935. – 1939.) Milan Stojadinović u emigraciju, te od 1948. godine živi i posluje u Argentini, zemlji u kojoj se nastanio i Ante Pavelić. Za hrvatski emigrantski časopis "Izbor" daje 1953. godine intervju, u kojem se zalaže za mirnu razgradnju Jugoslavije, što on vidi kao način "da se konačno stane na kraj međusobnom uništavanju, jer Srbi i Hrvati su stotinama godina živjeli u posebnim državama i uvijek u najboljem prijateljstvu te sam siguran da ćemo opet biti upućeni jedni na druge i pomagati se u obrani zajedničkih interesa". 1954. godine ulazi u bliske – čak prijateljske – odnose s Antom Pavelićem, koji pokazuje stanovitu spremnost da dogovori podjelu Jugoslavije, gdje bi Hrvatskoj uz područje današnje Republike Hrvatske pripalo približno oko dvije trećine Bosne i Hercegovine.
U međunarodnim okolnostima u kojima se mogućnost skorog pada komunističkog režima u Jugoslaviji činila izglednom, Stojadinović i Pavelić su pokrenuli razgovore radi zajedničkog srpsko-hrvatskog pristupa zapadnim silama. Pavelić i Stojadinović su u hrvatskim i srpskim emigrantskim glasilima branili ovaj sporazum kao antikomunistički savez (obje emigracije nisu priznavale legitimnost Titovog režima u Jugoslaviji) i kao novi srpsko-hrvatski sporazum koji je trebao zamijeniti zastarjeli Sporazum Cvetković-Maček iz 1939. godine. Iako je Stojadinović pripremio tekst sporazuma, nije nikada objavljeno da je on i potpisan.

## Odredbe sporazuma
Pavelić i Stojadinović, obojica u emigraciji, dogovorili su zajedničku suradnju hrvatske i srpske emigracije u rušenju Jugoslavije i kasnijoj uspostavi dviju nezavisnih država, Hrvatske i Srbije, koje će imati dobrosusjedske odnose. Prema pisanju Hrvatske misli (Buenos Aires 1961., god. IX, sv. 26.) sporazum je bio dogovoren i sastavljen, ali je njegovo potpisivanje bilo odgođeno. Međutim, dr. Branko Pešelj, pouzdanik i prijatelj dr. Vladka Mačeka piše u Hrvatskoj reviji (Buenos Aires 1964., god. XIV, sv. 2-3.) o tom sporazumu kao o potpisanom dokumentu. Kasnije je Stojadinović izjavio da Pavelića smatra najvećim i najsposobnijim hrvatskim državnikom.
Pavelić nikad nije potvrdio potpisivanje takvog sporazuma, ili u njemu predložene granice.

### Granice
Kao granica između Slovenije i Hrvatske uzeta je već postojeća nacionalna granica u FNRJ (ovaj sporazum se ticao isključivo srpsko-hrvatskih odnosa i nije se bavio slovenskim pitanjem).
Prema sporazumu, granica između Hrvatske i Srbije tzv. "Sveta srpsko-hrvatska međa" išla bi duž rijeka Dunava, Save, Bosne i Neretve te izbijala na Jadran, tako da bi obje zemlje zadržale većinu teritorija utanačenog Ustavom FNRJ, osim što bi se Hrvatska odrekla dijela južne Dalmacije (bez samog grada Dubrovnika) u korist Srbije. Nova granica je trebala pratiti već postojeću granicu između SR Hrvatske i SR Srbije (SAP Vojvodine) do rijeke Save i granice sa SR BiH; zatim je granica trebala pratiti rijeku Savu do ušća rijeke Bosne u Savu; potom je granica trebala nastavljati rijekom Bosnom, zatim u produžetku linije njenog donjeg toka planinskim vrhovima do početka donjeg toka rijeke Neretve, i potom donjim tokom rijeke Neretve do Jadranskog mora. Na ovaj način Bosanska Krajina je trebala pripasti Hrvatskoj, dok bi najveći dio središnje i istočne Bosne, istočna Hercegovina i južna Dalmacija pripali Srbiji uključujući Sarajevo te niže čitavu dubrovačku okolicu. Jednostavno rečeno, ukinula bi se nacionalno mješovita, srpsko-hrvatska Bosna i Hercegovina, tako da bi tzv. Turska Hrvatska oko Banje Luke zajedno sa zapadnom Hercegovinom i dijelom središnje Bosne pripala Hrvatskoj, dok bi se istočna Bosna i Hercegovina pripojila Srbiji. Sporazumom je trebalo biti predviđeno i da Crna Gora također uđe sastav proširene Srbije, dok Makedonija nije spominjana, ali je najvjerojatnije Stojadinović zamišljao unutar Srbije.
Sporazum je također predviđao i mirnu razmjenu stanovništva (uz razmjenu imovine) tj. razmjenu svih Srba koji bi se tako zatekli u okvirima Hrvatske te svih Hrvata i onog dijela Bošnjaka (u današnjem smislu) koji se osjećaju Hrvatima, a ostali bi unutar granica Srbije. Sporazum je podrazumijevao potpuno međusobno uvažavanje obje nacije na ravnopravnim osnovama, to jest međusobno priznanje na svim razinama (kulture, povijesti i jezika). Službeni jezik na teritoriju Srbije bio bi isključivo srpski jezik ekavskog izgovora uz ćirilično pismo, a na teritoriju Hrvatske isključivo hrvatski jezik ijekavskog izgovora uz latinično pismo. Stojadinović je izražavao spremnost da one etničke Srbe koji ostanu u granicama Hrvatske tretira Srbija kao "pravoslavne Hrvate".

## Reakcije na sporazum
Sporazum Pavelić-Stojadinović je proizveo žestoke negativne reakcije unutar hrvatske (ustaške) emigracije, srpske (četničke) političke emigracije i Titovog komunističkog režima u Jugoslaviji. Ustaška emigracija je žestoko kritizirala svoga bivšeg poglavnika zbog pregovora sa Stojadinovićem, a pogotovo zbog odustajanja od rijeke Drine koja je po njihovom uvjerenju povijesna granice Hrvatske, kao i grada Dubrovnika kao simbola Hrvatske.
Pavelićevo prepuštanje dijelova Srijema, Bosne, Hercegovine i Dalmacije Srbiji je u ustaškom emigrantskom tisku uspoređivano s Pavelićevim prepuštanjem dijelova Dalmacije Italiji 1941. godine, poteza koji su tvrdokorni elementi ustaškog pokreta također smatrali nacionalnom izdajom. Ustaški sljedbenici i četnički politički krugovi su i smatrali sporazum nacionalnom izdajom, dok je Titov jugoslavenski režim odbacivao značaj sporazuma kao „račun bez krčmara“, ističući da Pavelić i Stojadinović nisu više predstavljali nikoga. Državna sredstava informiranja u samoj Jugoslaviji su potisnule vijesti o ovome sporazumu.